# Fokker C.V
El Fokker C.V era un biplano de reconocimiento y bombardero ligero diseñado por la compañía Fokker y construido en su fábrica en los Países Bajos y con licencia en Dinamarca, Hungría, Noruega, Suecia y Suiza, además de ser exportado a otros como China, Estados Unidos, Bolivia, Finlandia, Japón y la URSS, siendo algunos utilizado por la Luftwaffe durante la II Guerra Mundial. El C.V fue uno de los aviones militares más conseguidos de los años treinta y se convirtió en un éxito de exportación.

## Desarrollo
El avión fue concebido como un biplaza de reconocimiento y bombardero ligero. Cuando se mostró al público después del primer vuelo del prototipo en mayo de 1934 se ofreció a los posibles compradores una serie de opciones; el cliente podría elegir entre cinco plantas alares: los C.VA, C.VB y C.VC con alas de cuerda constante y áreas de 37,5 m², 40,80 m² y 46,10 m² respectivamente y, también se ofrecían los C.VD y C.VE con alas de cuerda decreciente hacia sus bordes marginales adoptando una configuración sesquiplana , con 28,8 m² unidas con montantes en V las del primero y de 39,80 m² y montantes en N las del segundo. Todos los modelos eran de construcción mixta con la estructura del fuselaje de tubo de acero soldado y recubierto de tela y las alas con armazón de madera e igualmente enteladas. El tren de aterrizaje podía ser cambiado de ruedas a flotadores.
La firma Fokker también ofrecía un gama de motores adaptables al avión que iba entre los 336 a 723 kW (451–970 CV).

## Historial operacional

### Alemania
Durante su ocupación de Dinamarca, los alemanes se apoderaron de algunos Fokker C.VE daneses. Algunos de estos aviones fueron utilizados por pilotos voluntarios estonios encuadrados en el Nachtschlachtgruppe 11 basado en Rahkla, Estonia en 1944. El NSGr. 11 usó sus C.VE en el Frente Oriental para llevar a cabo incursiones de hostigamiento nocturno en el frente ruso. Estas operaciones se llevaron a cabo en respuesta a operaciones nocturnas similares de aviones ligeros soviéticos, como los biplanos Polikarpov Po-2. Dos de estos C.VE de la NSGr. 11 fueron llevados a Suecia en octubre de 1944 por cuatro desertores estonios, y uno de ellos fue devuelto a los daneses por los suecos en 1947.

### Dinamarca /Hærens Flyvertropper

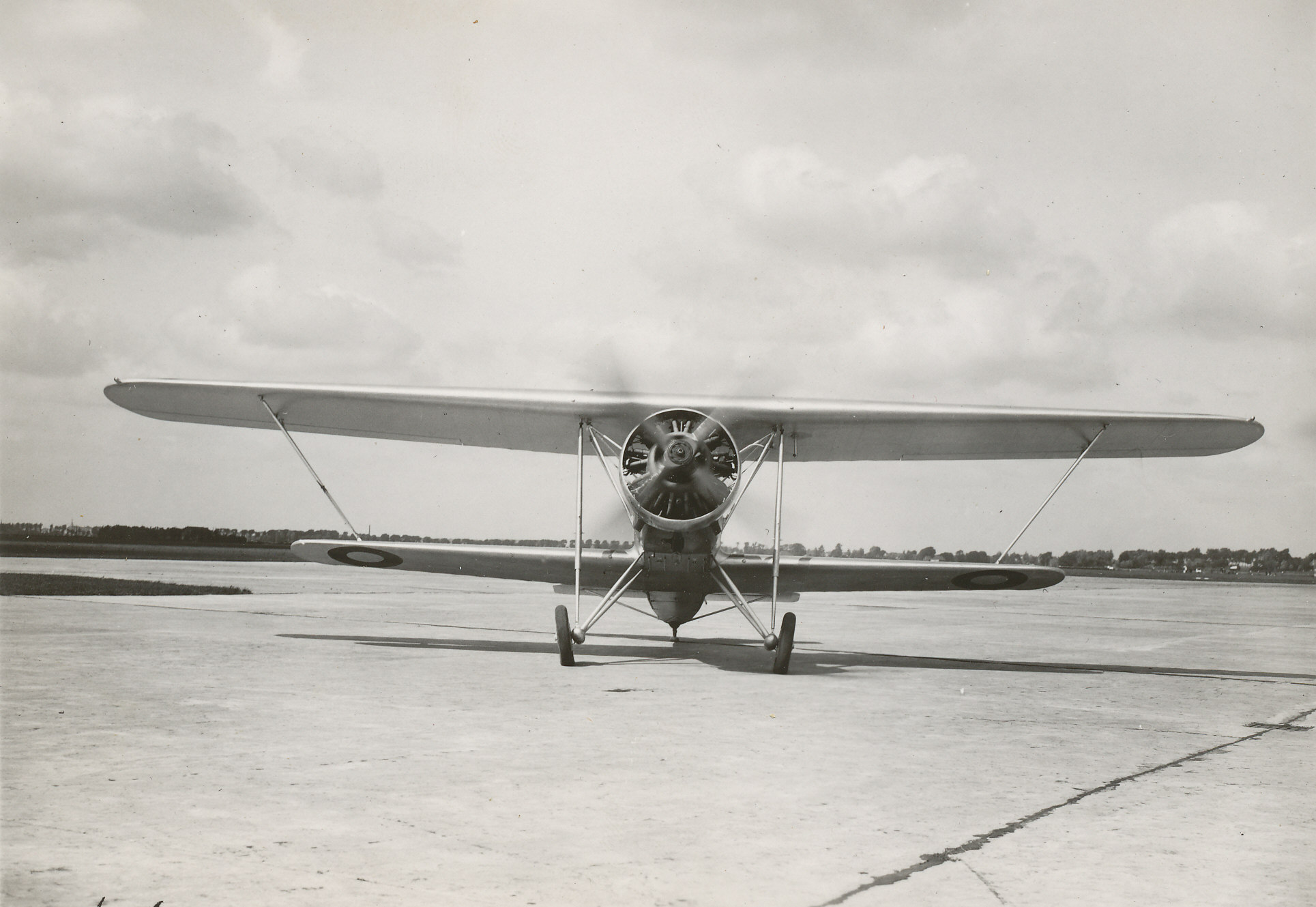
Fokker C.VE con motor Bristol Pegasus

Dinamarca recibió en 1926 cinco ejemplares del tipo C.VB y produciendo bajo licencia por Flyvertroppernes Vaerkstaeder trece C.VE; más tarde, compró un C.VE propulsado con el motor radial Bristol Pegasus que fue seguido por 23 C.VE construidos por FV. Algunos de ellos, capturados por los alemanes en 1940 fueron empleados en acciones de hostigamiento nocturno en el frente del Este durante el verano de 1944.

### Finlandia /Suomen Ilmavoimat

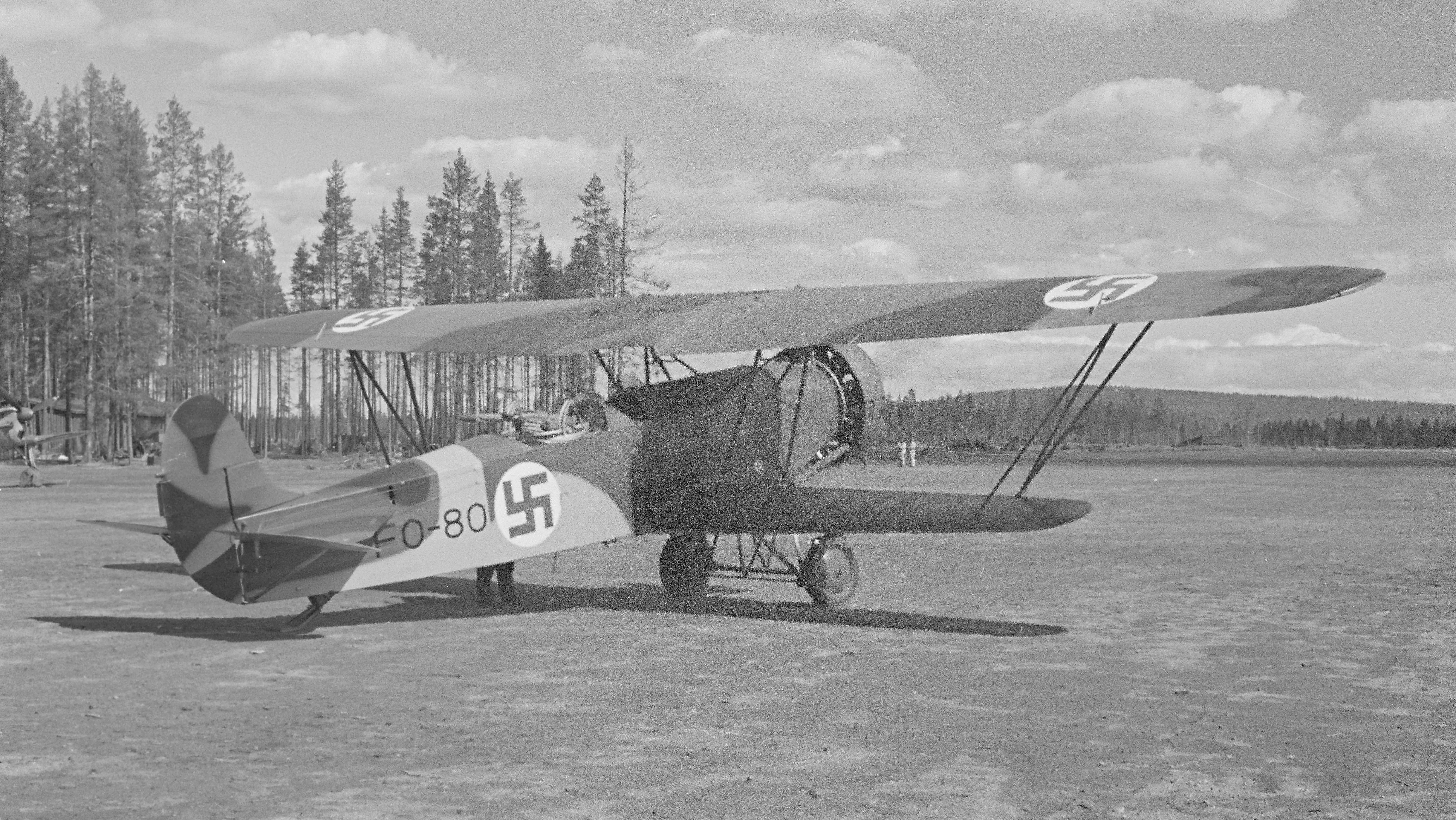
Fokker C.VE (FO-80) finlandés

La Fuerza Aérea Finlandesa utilizó tanto C.VD como C.VE. Se compró un C.VE en 1927, con entrega el 20 de septiembre, y otros 13 se compraron el 17 de marzo de 1934, llegando en el invierno de 1935. Durante la Guerra de Invierno , Suecia donó tres C.VE más. También dos C.VD noruegos volaron a Finlandia en las etapas finales de la Campaña de Noruega que fueron internados y entregados a la FAF. Estos aviones se usaron en tareas de reconocimiento y bombardero ligero entre el 20 de septiembre de 1927 y el 14 de febrero de 1945. Durante la Guerra de Invierno, estos aviones realizaron 151 incursiones de bombardeo, reconocimiento y hostigamiento sin sufrir pérdidas. La Guerra de Continuación vio a los C.V volando un número desconocido de salidas y sufriendo la pérdida de un avión.
| Tipo | Número | Motor                                                        |
| ---- | ------ | ------------------------------------------------------------ |
| C.VE | 1      | Bristol Jupiter; FO-39                                       |
| C.VE | 13     | Bristol Pegasus; FO-65 al 77                                 |
| C.VE | 3      | Bristol Mercury, donados por Suecia; FO-19, FO-23, FO-80     |
| C.VD | 2      | Bristol Panther, unidades noruegas internadas; FO-65 y FO-66 |

### Hungría /Magyar Királyi Honvéd Légierő

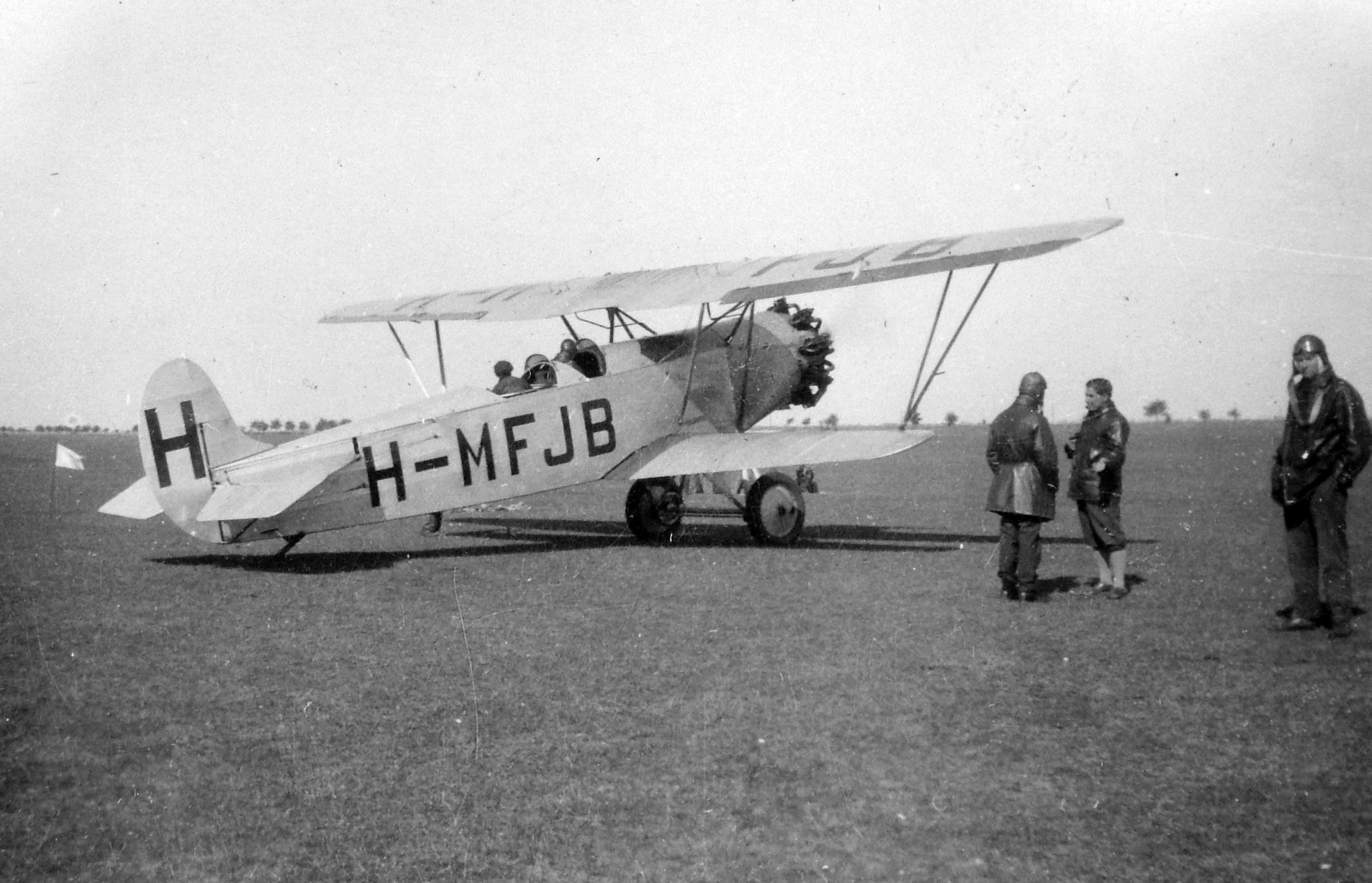
Weiss Manfréd WM-16 - (Fokker C.VD), 1933

La compañía Manfred Weiss compró tres C.V y construyó aproximadamente 100 unidades con las designaciones WM Budapest 9 (motor Bristol Jupiter), WM Budapest 11 , WM Budapest 14 (con motor WM K-14e y WM Budapest 16. Un desarrollo de este último, el WM 21 Sólyom participó en la II Guerra Mundial.

### Italia /Regia Aeronautica

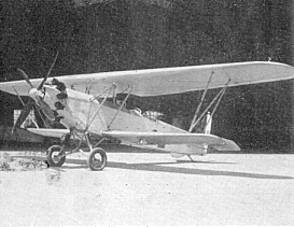
Romeo Ro.1

El C.V fue construido en Italia por la firma OFM – Aeroplani Romeo bajo licencia a partir de 1927 en dos versiones: Romeo Ro.1 con motor Alfa Romeo Jupiter de 313 kW (420 hp) y Romeo Ro.1bis con el Piaggio Jupiter de 373 kW (500 hp). Para aumentar la estabilidad se introdujo una aleta adicional en la zona ventral del fuselaje, cerca de la cola, una solución que no estaba presente en el Fokker original; más tarde, también se produjo una versión con tres cabinas en tándem, Fue utilizado por la Regia Aeronautica como un avión de observación y ataque a tierra. Muy apreciado en el mercado civil, fue seleccionado para su uso por el Secretario de Estado de la Aviación Italo Balbo , como superior a los Breda A.7 y Ansaldo A.120 . Entró en servicio en 1927, en la Libia italiana, utilizándolo contra los rebeldes locales tanto en tareas de reconocimiento o avión de ataque ligero (dos ametralladoras) y también como avión de gran alcance con un tanque de combustible auxiliar que aumentó la autonomía de cinco a doce horas. La última versión (Ro.1bis) se produjo hasta 1934 con un total de 456 unidades, pero estaba desactualizada y era demasiado lenta para los estándares de mediados de los años treinta. Aunque solo era un avión de observación del ejército, aún tenía un motor y un rendimiento bastante potentes. En 1933, había 40 escuadrones, de siete máquinas cada uno, con un total de 238 Ro.1. Fue el avión más numeroso usado durante la segunda guerra ítalo-etíope. Permaneció en servicio de primera línea hasta 1935, pasando progresivamente en los años posteriores al rol de entrenador en las escuelas de vuelo de la Regia Aeronautica. Finalmente fue dado de baja del arma aérea al comienzo de la Segunda Guerra Mundial. 
El éxito de la aeronave y la experiencia adquirida en su construcción y en el servicio operacional condujeron al desarrollo de los posteriores IMAM Ro.30 y Ro.37.

### Noruega /Hærens Flyvåpen

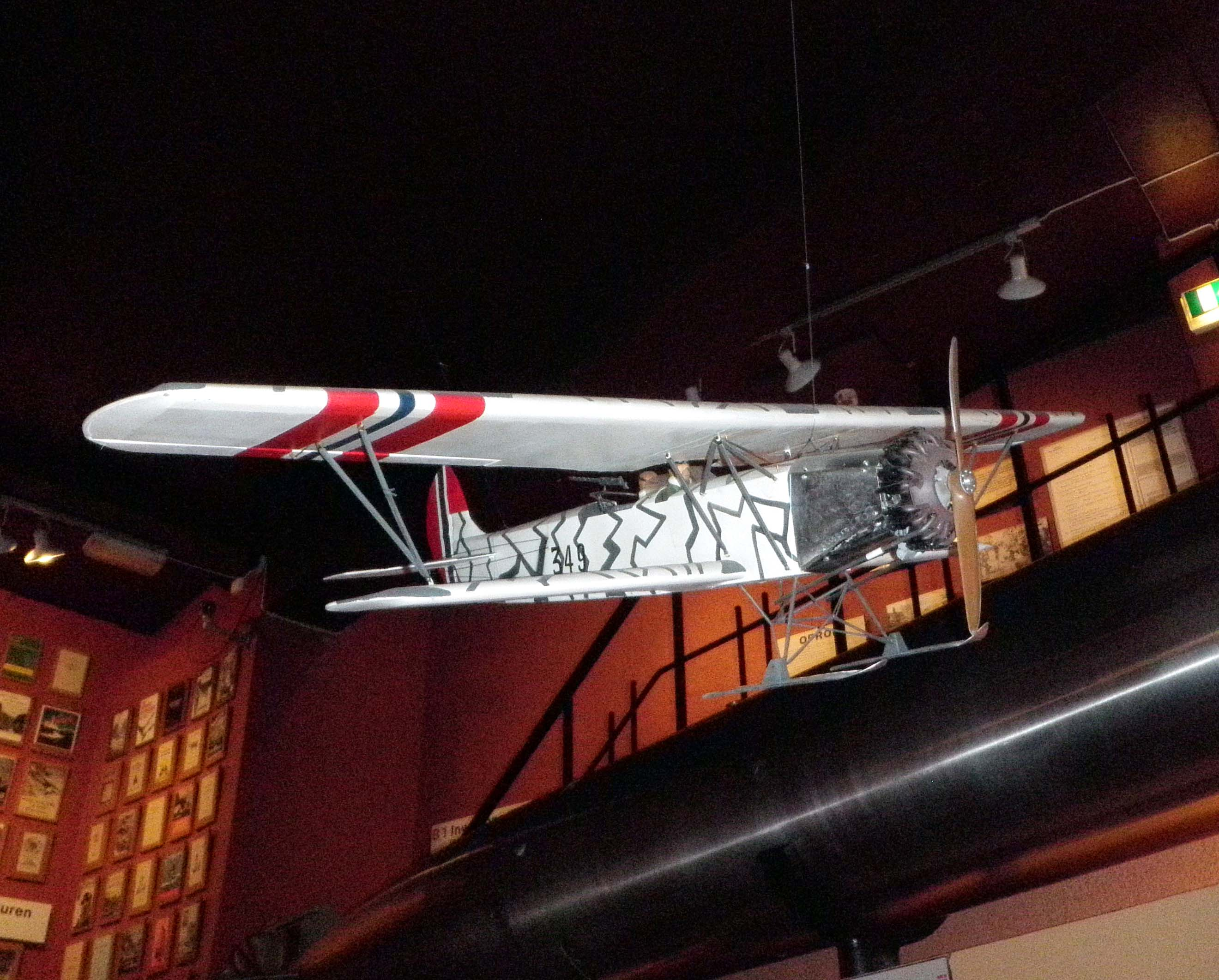
Fokker C.V en el Narvik Krigsmuseum

El Hærens flyvåpen Servicio Aéreo del Ejército de Noruega]] compró sus primeros cinco C.VE en 1926. El acuerdo de compra inicial con Fokker incluía los derechos de producción bajo licencia, y en el período 1929–1931, se fabricaron 15 C.VE en la Hærens Flyvemaskinfabrikk (fábrica de aviones del ejército) en Kjeller. Después de dar por terminada la producción de C.VE, siguieron otros 28 C.VD entre 1932 y 1939. En total, el Hærens flyvåpen operó 48  okker C.V, 43 de los cuales fueron construidos con licencia en Noruega. Cuando los alemanes invadieron Noruega el 9 de abril de 1940, 42 Fokker C.V todavía estaban en servicio. Los C.V estaban destinados en bases aéreas en diferentes partes del país y en su mayoría consideraron en servicio como aviones de reconocimiento y bombardeo ligero. Aunque los aviones estaban obsoletos, todavía vieron un servicio extenso y exitoso en el papel de bombardero durante la Campaña de Noruega de abril a junio de 1940, apoyando a las tropas que lucharon en el frente de Narvik.

### Países Bajos / LVA / MDL / KNIL-ML

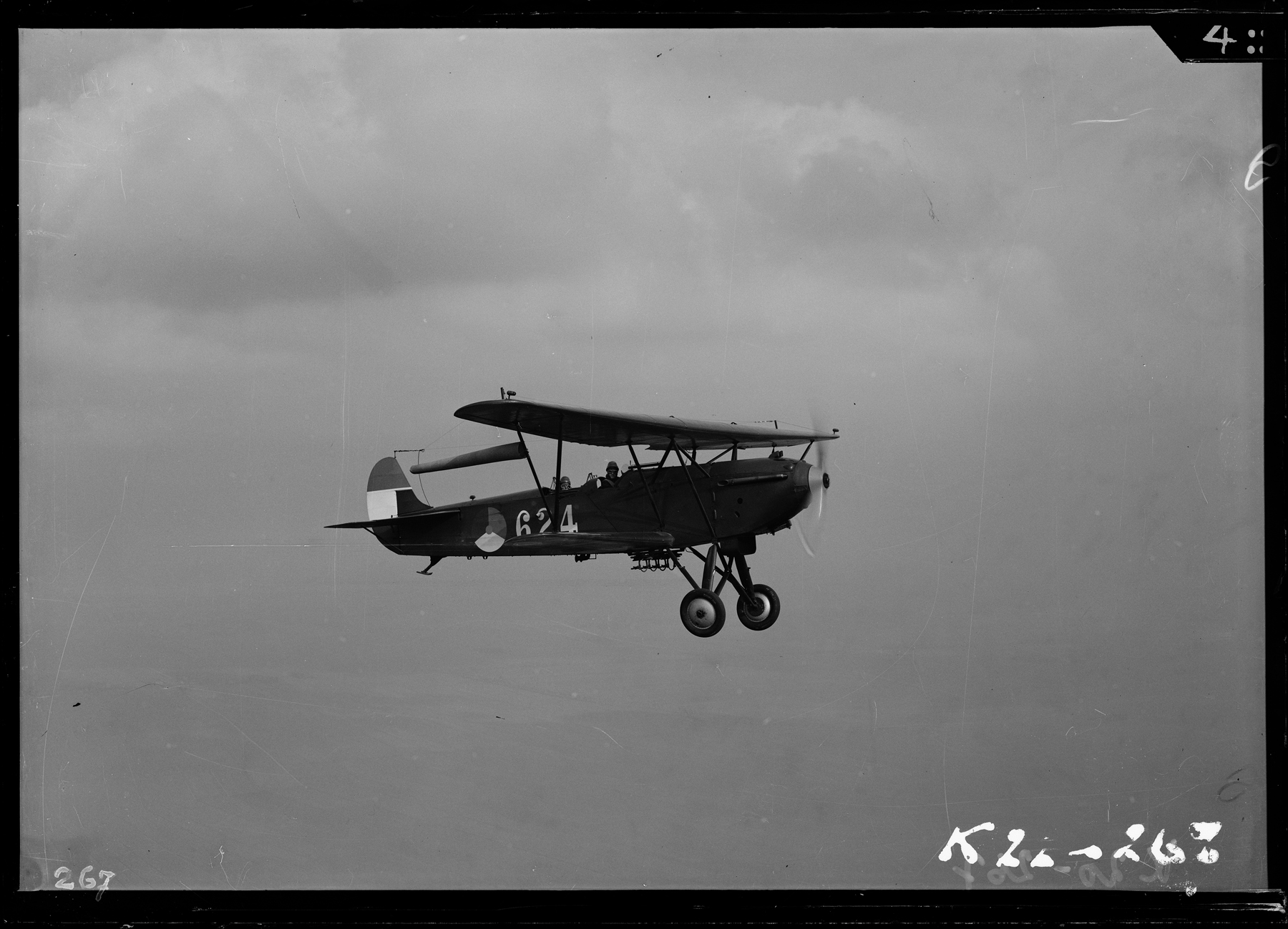
Fokker C.V del Luchtvaartafdeeling (LVA)

El tipo fue utilizado por los Luchtvaartafdeeling der Koninklijke Landmacht (LVA), Marine Luchtvaartdienst (MLD) y Militaire Luchtvaart van het Koninklijk Nederlands-Indisch Leger (KNIL-ML). Para el LVA, se construyeron 67 ejemplares en varios lotes entre 1926 y 1934. El MDL recibió diez hidros C.V-W que más tarde fueron convertidos en C.VC. La mayoría de los aviones estaban propulsados por motores lineales Hispano-Suiza 12N, aunque algunos recibieron los Lorraine-Dietrich de 400 hp y el radial Armstrong-Siddeley Jaguar. Todavía 28 estaban en operativos en el momento del ataque alemán a los Países Bajos el 10 de mayo de 1940, siendo utilizados en misiones de reconocimiento y bombardeo.

### Suecia /Kungliga Svenska Flygvapnet

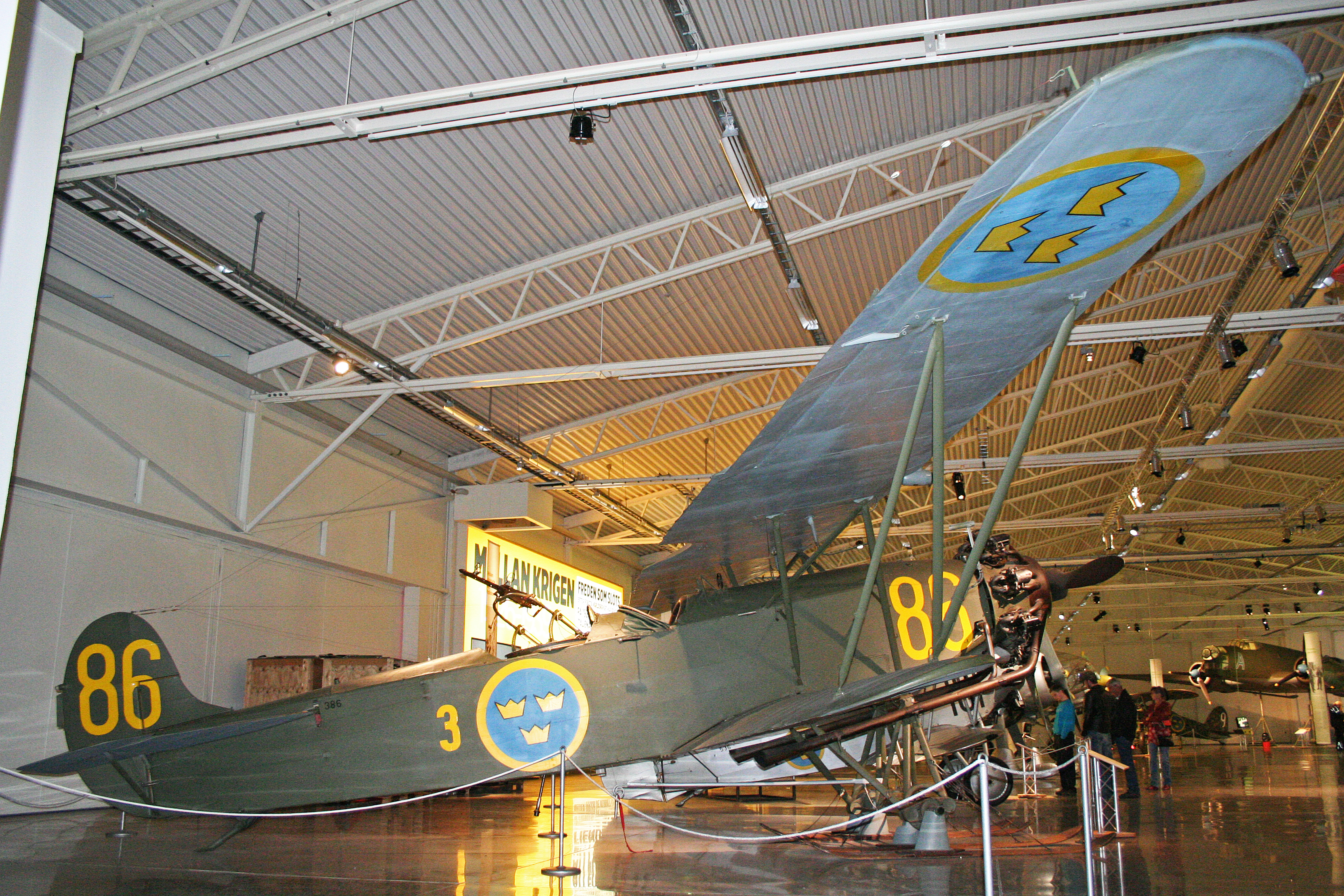
CVM-Fokker C.VE (S 6B) en el Flyvapenmuseum, Malmen

En 1927, la Fuerza Aérea Sueca compró dos C.VD y dos C.VE (fueron designados J3 y S6) para servir como patrones para su eventual fabricación bajo licencia por parte de CVM en Malmen. Los cuatro aviones volaron a Suecia en 1928. Resultaron adecuados y se llegó a un acuerdo para la obtención de la licencia y se adquirieron otros cuatro C.VE y seis C.VD, este último designado J3A. Siete C.VD ordenados a CVM se construyeron como C.VE, ya que en 1929 estaba claro que el tipo no era adecuado como caza, pero aun así fueron designados J3B.
En 1931, los J3B fueron redesignados S 6 , J 3 y J 3A S 6A. Diez C.VE con motores Nohab My VI en lugar de motores Jupiter VI recibieron la designación S 6B.
El S 6 se convirtió en el primer avión de enlace para la Fuerza Aérea Sueca. Fue utilizado para la detección de incendios, fotografía aérea y servicio de enlace en cooperación con el ejército. Al estallar la Segunda Guerra Mundial, quedaban 36 aviones en servicio. Continuaron hasta ser reemplazados por el Saab 17 desde 1942. CVM fabricó 17 S 6 entre 1929 y 1932. Algunos fueron equipados con flotadores y fueron designados S 6H.
En 1945, la KSF vendió tres S 6 a la compañía Svensk Flygtjänst para ser utilizados en aplicaciones aéreas sobre bosques. Otros 19 se vendieron a Skåneflyg en 1947. Uno se conserva y se exhibe en el Museo de la Fuerza Aérea Sueca. El teniente Einar Lundborg rescató al general italiano Umberto Nobile en 1928, con un S 6B, equipado con esquís. Nobile estaba en una plataforma de hielo después de que su aeronave, el dirigible Italia se hubiera estrellado en su camino hacia el Polo Norte.
| Nombre            | Nombre                      | Número | Notas                                                                        |
| Bandera de Suecia | Bandera de los Países Bajos | Número | Notas                                                                        |
| ----------------- | --------------------------- | ------ | ---------------------------------------------------------------------------- |
| S 6               | Fokker C.VE                 | 30     | 6 Fokker C.VE y 24 C.VM Fokker C.VE, motor Jupiter VI 336 kW (450 hp)        |
| S 6A              | Fokker C.VE                 | 8      | 7 Fokker C.VE y 1 C.VM Fokker C.VE, motor Bristol Jupiter VI 336 kW (450 hp) |
| S 6B              | C.VM C.VE                   | 10     | 1934–45, motor NOHAB My VI 447 kW (600 hp)                                   |
| S 6H              | C.VE                        | ?      | CV.M Fokker C.VE (Hidro) con pontones                                        |
| J 3               | Fokker C.VD                 | 2      | 1927–30, cambio de designación a S 6A en 1931                                |
| J 3A              | Fokker C.VD                 | 6      | 1929–30, cambio de designación S 6A en 1931                                  |
| J 3B              | C.VM C.VD                   | 6      | 1930–45, cambio de designación a S 6 en 1931                                 |

### Suiza /Schweizer Flieger Flab Truppen
Después de ensayos comparativos en 1927, las autoridades suizas compraron seis CV.E y solicitaron la licencia para construir 48 más en Suiza para uso en sus fuerzas aéreas (entonces el Cuerpo Aéreo del Ejército Suizo). Se construyeron 24 máquinas por la factoría Eidgenössische Konstruktionswerkstätte (EKW) (Talleres Federales de construcción) en Thun y 24 por Doflug en Altenrhein entre 1932 y 1936. Designado como C-35 estos aviones estaban propulsados por los motores de 12 cilindros en V Hispano-Suiza HS-77 ( Hispano-Suiza 12Ycrs, fabricado bajo licencia ). con 860 hp. El avión estuvo en servicio desde 1933 hasta 1940 y estaba armado con bombas, dos ametralladoras fijas para el piloto y una ametralladora doble para el observador. El récord de permanencia en servicio lo batieron los C.VE suizos; los últimos ejemplares, usados como remolcadores de blancos, fueron dados de baja en 1954.

## Variantes
C.VA
aviones de reconocimiento
C.VB
aviones de reconocimiento, 18 construidos
C.VC
aviones de ataque a tierra. Usuarios: Países Bajos 6, Bolivia 5
C.VD
reconocimiento, bombardero y escolta de combate. Usuarios: Finlandia 2, Dinamarca 49, Hungría 68 (D y E), Países Bajos 119 (VI, D y C), Noruega 27, Suecia 2, Suiza 3, Alemania 15 (D y E).
C.VE
bombardero ligero. Usuarios: Finlandia 17, Dinamarca 31, Hungría 68 (D y E), Países Bajos 18, KNIL 20, Alemania 15 (D y E), Noruega 46, Suecia 51, Suiza 61
C.VW
C.V-C hidroavión; uno construido
C.VI
aviones de reconocimiento con motor Hispano-Suiza; 33 convertidos a partir de C.VD
C.VIX
variante de reconocimiento del C.VE con motor Hispano-Suiza 12N; Cinco construidos para Holanda, uno exportado a Suiza
OFM- Ro.1 y Ro.1bis
version C.VE construido bajo licencia en Italia por OFM-Aeroplani Romeo; 349 fabricados
Manfred Weiss
WM Budapest 9
Fokker C.VE construido bajo licencia en Hungría [12]
WM Budapest 11
Fokker C.VD construido bajo licencia en Hungría [12]
WM Budapest 14;
Fokker C.VD construido bajo licencia en Hungría [12]
Manfred Weiss WM-16 Budapest
WM-16A
motor Gnome et Rhône 9K Mistral de 370 kW (500 hp); 9 construidos
WM-16B
motor Gnome-Rhône 14K Mistral Major de 641.3 kW (860 hp); 9 ejemplares
Manfred Weiss WM-21 Sólyom
desarrollo de WM-16

## Especificaciones técnicas (C.VD)
Referencia datos: Enciclopedia Ilustrada de la Aviación. Vol.8 pag. 1859. Editorial Delta, Barcelona 1982 ISBN 84-85822-73-0

### Características generales
- Tripulación: 2
- Longitud: 9,50 m
- Envergadura: 12,50 m
- Altura: 3,50 m
- Superficie alar: 28,80 m²
- Peso vacío: 1250 kg
- Peso máximo al despegue: 1850 kg
- Planta motriz:   .

### Rendimiento
- Velocidad crucero (Vc): 180 km/h
- Alcance: 1000 km
- Carga alar: 64,23 kg/m²

### Armamento
- Ametralladoras: 2/4× FN Browning 7,9 mm (fijas sincronizadas en el capó)
 Lewis MO 7,92 mm (móviles en afuste anular dorsal)
- Bombas: 200 kg
- Otros: minas